# Весёлое (Городовиковский район)
Весёлое (до 1949 г. — Ново-Бурул; калм. Шин Бурул) — село в Городовиковском районе Калмыкии, административный центр Дружненского сельского муниципального образования.
Население — 687 чел. (2014).
Основано как посёлок Ново-Бурул в 1924 году.

## История
Село основано в 1924 году как посёлок Ново-Бурул в результате переселения калмыков из Ростовской области.
В 1925 году была открыта начальная школа. В 1926 году в хотоне Ново-Бурул было 157 дворов и 514 жителей.
В 1928 году на территории села было основано ТОЗ (Товарищество по обработке земли). В 1929 году был организован колхоз «Олна кучн».
28 декабря 1943 года калмыцкое население села было депортировано. Посёлок, как и другие населённые пункты Западного района, был передан Ростовской области. В августе 1949 года Новобурул (Ики-Тугтун) переименован в село Весёлое. В 1951 году хозяйство было переименовано в колхоз имени Сталина
Калмыцкое население стало возвращаться после отмены ограничений по передвижению в 1956 году. Село возвращено вновь образованной Калмыцкой автономной области в 1957 году. В 1961 году колхоз имени Сталина переименован в колхоз имени «XXII Партсъезда»

## Физико-географическая характеристика
Село расположено на севере Городовиковского района, в пределах Ставропольской возвышенности, на правом берегу реки Хагин-Сала. Средняя высота над уровнем моря — 50 м. Рельеф местности равнинный. На реке Хагин-Сала и в балке в пределах села имеются пруды.
По автомобильной дороге расстояние до столицы Калмыкии города Элиста составляет 270 км, до районного центра города Городовиковск — 27 км. Ближайший населённый пункт село Виноградное расположен в 7,5 км к югу от села.
Согласно классификации климатов Кёппена-Гейгера село находится в зоне континентального климата с относительно холодной зимой и жарким летом (индекс Dfa). В окрестностях села распространены чернозёмы маломощные малогумусные и темнокаштановые почвы различного гранулометрического состава.
В селе, как и на всей территории Калмыкии, действует московское время.

## Население
| 1926 | 1939 | 1989   |
| ---- | ---- | ------ |
| 514  | 342  | ≈ 1400 |

| 2002 | 2010 | 2014 |
| ---- | ---- | ---- |
| 851  | ↘739 | ↘687 |

Национальный состав
Согласно результатам переписи 2002 года калмыки составляли 35 %, русские — 43 % населения села

## Социальная инфраструктура
В селе расположено несколько магазинов, сельский клуб и библиотека. Медицинское обслуживание жителей села обеспечивают фельдшерско-акушерский пункт и Городовиковская центральная районная больница. Среднее образование жители села получают в Веселовской средней общеобразовательной школе
Село газифицировано, имеется централизованное водоснабжение. Однако централизованное водоотведение на территории села отсутствует. Водоотведение обеспечивается за счёт использования выгребных ям.

## Улицы
В Весёлом 8 улиц: Амур-Санана, Гагарина, Городовикова, Набережная, Октябрьская, Советская, Спортивная, Немяшева

## Достопримечательности
- Ступа Просветления. Небольшой субурган на высоком кирпичном основании возведён в 2009 году[16].
- Католическая церковь святого Максимиллиана Кольбе.
- Мемориал погибшим воинам-односельчанам в годы Великой Отечественной войны — объект культурного наследия Республики Калмыкия.

## Галерея

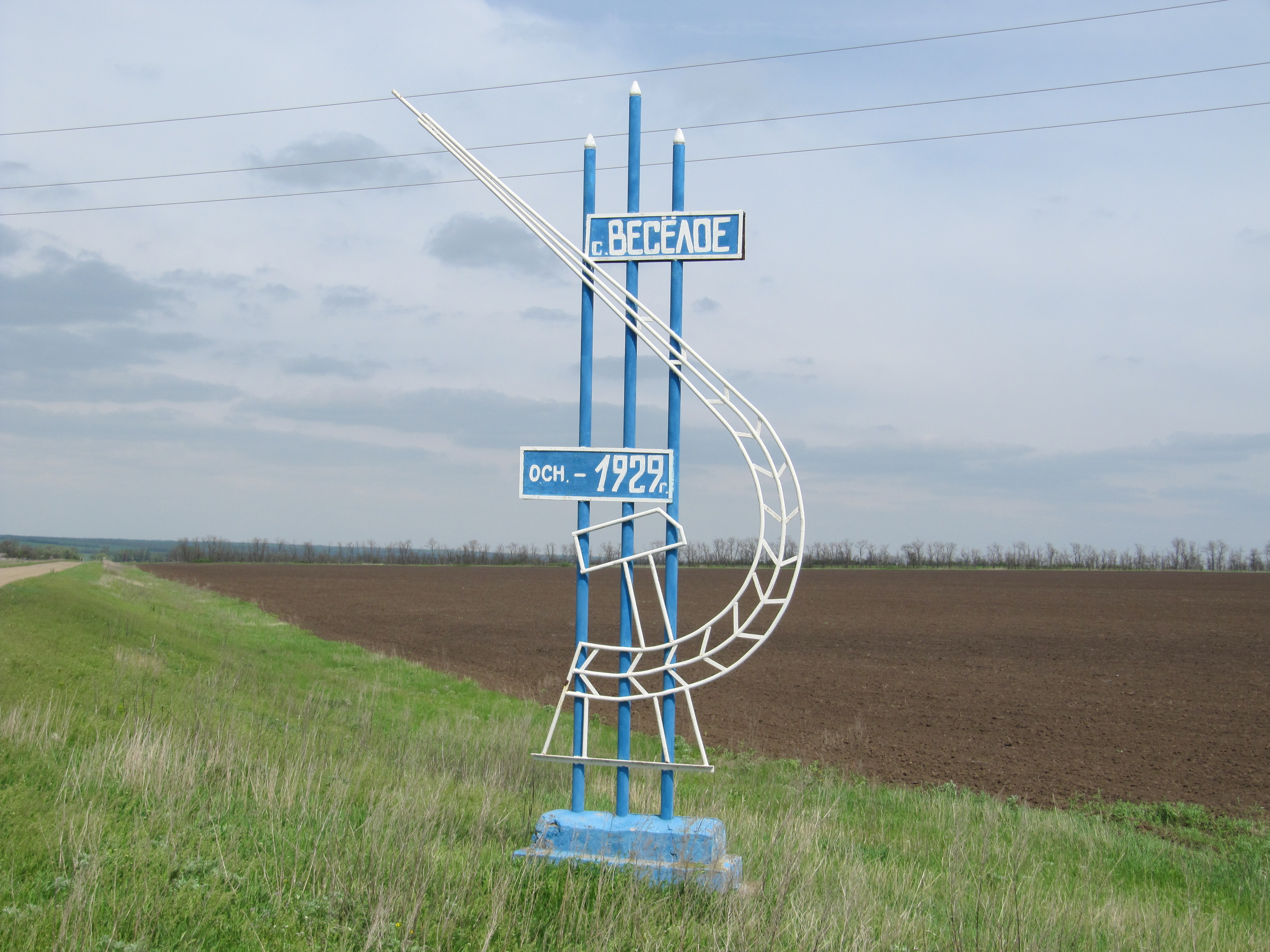
Дорожный указатель
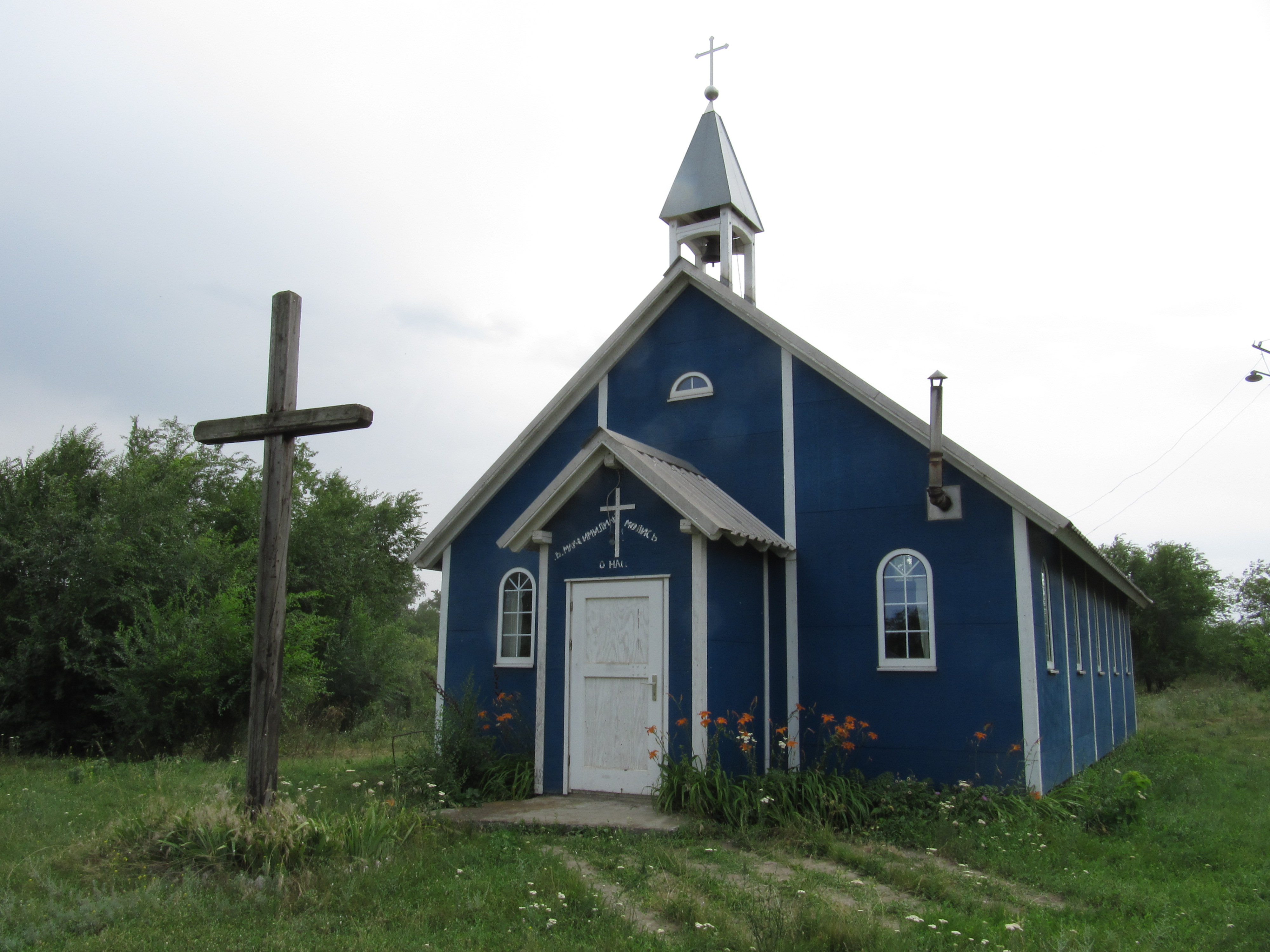
Католическая церковь святого Максимиллиана Кольбе